# Joseph E. Geusic
Joseph Edward Geusic (* 21. November 1931 in Nesquehoning, Pennsylvania; † 13. Dezember 2014) war ein US-amerikanischer Physiker, der mit LeGrand Van Uitert 1964 den Nd:YAG-Laser entwickelte.
Geusic studierte an der Lehigh University mit dem Bachelor-Abschluss 1953 und an der Ohio State University mit dem Master-Abschluss in Physik 1955 sowie der Promotion 1958. Er war ab 1958 Physiker bei den Bell Laboratories. Ab 1962 war er dort Supervisor in der Festkörperlaser-Gruppe und von 1966 bis 1970 Leiter der Abteilung optischer Festkörper-Elemente (Solid State Optical Device Department). Er war von 1970 bis 1984 Leiter des Magnetics Department und von 1984 bis 1994 Leiter der Abteilung Festkörperlaser. 1995 ging er in den Ruhestand und gründete Geusic Information Services.
1964 entwickelte er mit Van Uitert (sowie Richard G. Smith, H. M. Marcos, Bob Thomas, Leo Johnson)
bei den Bell Labs den ersten funktionierenden Nd:YAG Laser. 1966 erhielt er mit Van Uitert das Patent auf den Neodym-YAG Laser.
Ihm gelang 1968 mit Kollegen am Bell Lab die erste Demonstration eines optischen parametrischen Oszillators im Dauerstrichbetrieb. Außerdem entwickelte er bei den Bell Labs Materialien für die nichtlineare Optik und Magnetblasenspeicher und entwickelte Halbleiterlaser für optische Kommunikation.
Mit Van Uitert erhielt er 1993 den R. W. Wood Prize und 1992 den Quantum Electronics Award des IEEE. Er war Fellow des IEEE und der American Physical Society.
Geusic war seit 1953 verheiratet und hatte sechs Kinder. Er lebte von 1958 bis zu seinem Tod in Berkeley Heights, New Jersey. 2014 starb er im Alter von 83 Jahren.

## Schriften
- Geusic, H. M. Marcos, Van Uitert Laser oscillations in Nd-doped Yttrium Aluminium, Yttrium Gallium and Gadolinium Garnets, Applied Physics Letters, Band 4, 1964, S. 182–184